# Emeli Sandé
Emeli Sandé (/ˈɛməli ˈsændeɪ/), née Adele Emely Sandé le 10 mars 1987, à Sunderland (Angleterre du Nord-Est), est une chanteuse et parolière britannique. 
Elle a commencé sa carrière en écrivant pour d'autres artistes tels que  Cher Lloyd, Susan Boyle, Gabrielle, Preeya Kalidas, Rihanna, Leona Lewis, Alesha Dixon, Cheryl Cole, Tinie Tempah, Ella Henderson, Mutya Keisha Siobhan et Alicia Keys. Son premier album Our Version of Events est sorti le 13 février 2012. Les trois singles de l'album Read All About It (Part III), Next to Me et Beneath Your Beautiful se classent parmi les trois premiers au Royaume-Uni et en Irlande. L'album s'est vendu à plus de trois millions d'exemplaires dans le monde.
Elle a chanté lors de la cérémonie d'ouverture et de clôture des Jeux olympiques de Londres en 2012. Elle a été élue artiste féminine solo de l'année lors des Brit Awards en 2013.

## Biographie
De père zambien et de mère britannique, elle est née à Sunderland  au Royaume-Uni. Elle étudie la médecine à l’université de Glasgow, puis écrit pour plusieurs artistes comme Cher Lloyd, Parade, Susan Boyle, Preeya Kalidas, Leona Lewis, Alesha Dixon, Cheryl Cole, et Tinie Tempah. En 2010, elle signe un contrat avec EMI, puis avec Virgin Records. Son premier single Heaven est sorti en août 2011, et son album Our Version of Events est sorti en France en mars 2012.
Au Royaume-Uni, Our Version of Events a été certifié septuple disque de platine.
Emeli Sandé a fait les premières parties de Coldplay sur la tournée Mylo Xyloto, dont notamment au Palais Omnisports de Paris Bercy le 14 décembre 2011. Elle a également été programmée au Montreux Jazz Festival 2012 sur la scène du Miles Davis Hall.
Elle participe aux Brit Awards où elle remporte deux prix : celui de l'artiste féminine solo de l'année et celui de l'album de l'année.
Emeli Sandé a chanté durant les cérémonies d’ouverture et de clôture des Jeux olympiques d'été de 2012, a aussi chanté aux côtés de David Guetta en interprétant la chanson Titanium (normalement chantée par Sia) aux NRJ Music Awards 2012 et a aussi fait lors de l'édition 2013, un duo avec Louis Delort et a interprété sa chanson Read All About It (Part. III).

## Discographie

### Albums studio
- 2012 : Our Version of Events

1. Heaven
2. My Kind of Love
3. Where I Sleep
4. Mountains
5. Clown
6. Daddy (Featuring Naughty Boy)
7. Maybe
8. Suitcase
9. Breaking the Law
10. Next to Me
11. River
12. Lifetime
13. Hope
14. Read all about it (Pt.III) (Titre bonus)

- 2016 : Long Live the Angels

1. Selah
2. Breathing Underwater
3. Happen
4. Hurts
5. Give Me Something
6. Right Now
7. Shakes
8. Garden
9. I'd Rather Not
10. Lonely
11. Sweet Architect
12. Tenderly
13. Every Single Little Piece
14. Highs & Lows
15. Babe

- 2019 : Real Life

1. Human
2. Love to Help
3. You Are Not Alone
4. Shine
5. Sparrow
6. Honest
7. Survivor
8. Extraordinary Being
9. Same Old Feeling
10. Real Life
11. Free as a Bird

- 2022 : Let's Say For Instance

1. Family
2. Look What You've Done (Featuring Jaykae)
3. July 25th
4. Oxygen
5. Summer
6. My Pleasure
7. There Isn't Much
8. September 8th
9. Look in Your Eyes
10. Ready to Love
11. Wait for Me
12. Another One
13. Yes You Can
14. Brighter Days
15. Superhuman
16. World Go Round

- 2023 : How Were We To Know

1. All This Love
2. My Boy Likes to Party
3. Lighthouse
4. How Were We to Know
5. Too Much
6. Nothing We Can’t Handle
7. Like I Loved You
8. There For You
9. True Colours
10. End of Time
11. Love

### Compilations et Albums en concert
- 2013 : Our Version of Events  (Live At The Royal Albert Hall)

1. Daddy
2. Where I Sleep
3. Breaking the Law
4. Enough
5. My Kind of Love
6. Clown
7. River
8. I Wish I Knew How It Would Feel to Be Free
9. Suitcase
10. Read All About It (Pt. III) (Featuring Professor Green)
11. Wonder
12. Mountains
13. Heaven
14. Beneath Your Beautiful (Featuring Labrinth)
15. Maybe
16. Next to Me

### Singles
- 2011 : Heaven
- 2011 : Daddy (featuring Naughty Boy)
- 2012 : Next to Me
- 2012 : My Kind of Love
- 2012 : Read All About It (Part III)
- 2012 : Wonder
- 2012 : Clown
- 2012 : Breaking The Law
- 2015 : What i did for love (with David guetta)
- 2016 : Hurts
- 2016 : Breathing Underwater
- 2017 : Highs & Lows
- 2017 : Starlight
- 2017 : Higher (featuring Giggs)
- 2019 : Sparrow
- 2019 : Extraordinary Being
- 2019 : Shine
- 2019 : You Are Not Alone
- 2021: Look What You've Done[5]
- 2021: Family[5]

## Nominations et récompenses
| Année | Prix                      | Nomination                           | Travail                                  | Résultat   |
| ----- | ------------------------- | ------------------------------------ | ---------------------------------------- | ---------- |
| 2011  | MOBO Awards               | Révélation                           | Elle-même                                | Nomination |
| 2011  | Virgin Media Music Awards | Révélation                           | Elle-même                                | Nomination |
| 2011  | Virgin Media Music Awards | Meilleure collaboration              | Read All About It (avec Professor Green) | Nomination |
| 2012  | Brit Awards               | Prix de la critique                  | Elle-même                                | Lauréat    |
| 2012  | Brit Awards               | Révélation                           | Elle-même                                | Nomination |
| 2013  | Brit Awards               | Artiste féminine britannique         | Elle-même                                | Lauréat    |
| 2013  | Brit Awards               | Album britannique de l'année         | Our Version Of Events                    | Lauréat    |
| 2013  | Swiss Music Awards        | Révélation internationale de l'année | Elle-même                                | Lauréat    |